# Acacia reficiens
Acacia reficiens är en ärtväxtart som beskrevs av Heinrich Wawra. Acacia reficiens ingår i släktet akacior, och familjen ärtväxter.

## Underarter
Arten delas in i följande underarter:
- A. r. misera
- A. r. reficiens

## Bildgalleri

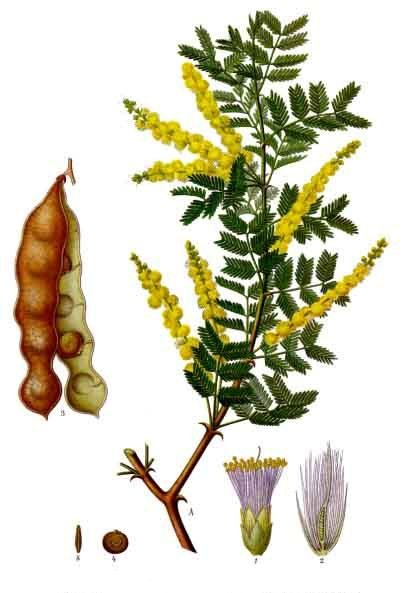